# Деян Иванов
 Тази статия е за българския баскетболист.  За футболиста вижте Деян Иванов (футболист).  
Деян Иванов е български баскетболист.
Роден е на 18 март 1986 година във Варна. Негов брат-близнак е баскетболистът Калоян Иванов. Състезава се професионално от 2003 година, като в следващите години играе в множество различни клубове, главно в Източна Европа. Играе и в Националния отбор на България.